# Coste della Sesia Nebbiolo
Le Coste della Sesia Nebbiolo est un vin italien de la région Piémont dont les appellations sont dotés d'une appellation DOC depuis le 14 septembre 1996. Seuls ont droit à la DOC les vins rouges récoltés à l'intérieur de l'aire de production définie par le décret. 

## Aire de production
Les vignobles autorisés se situent en province de Biella et province de Verceil dans les communes de Lessona, Masserano, Brusnengo, Curino, Villa del Bosco, Sostegno, Cossato, Mottalciata, Candelo, Quaregna, Cerreto Castello, Valdengo et Vigliano Biellese.
Les vignobles se situent sur les pentes qui surplombent la rive droite du cours d'eau de la Sesia.
La superficie plantée en vignes est de 3,31 hectares.

## Caractéristiques organoleptiques
- couleur : rouge grenat tendant à l'orange après vieillissement
- odeur : intense, caractéristique
- saveur : sec, équilibré, corsé

Le Coste della Sesia Nebbiolo se déguste à une température de 16 – 17 °C et il se gardera 3 – 4 ans.

## Production
Province, saison, volume en hectolitres :
- pas de données disponibles